# Grevea eggelingii
Grevea eggelingii ist eine Pflanzenart aus der Gattung Grevea. Sie kommt in Ostafrika vor.

## Beschreibung

### Vegetative Merkmale
Grevea eggelingii ist ein Strauch oder kleiner Baum mit Wuchshöhen von meist 3,5 bis 7,5 m (selten auch nur 1 m). Sie bilden durch Wurzelschösslinge oftmals Dickichte. Die älteren Stämme sind grau-braun oder gräulich weiß, brüchig und mit feinen Längsrissen sowie dicht verteilten Korkporen versehen. An den unteren Knoten sind umgekehrt herzförmige Blattnarben zu sehen. Die jüngeren Zweige sind grün und mit weißen Korkporen versehen. Junge Knospen sind wollig behaart und sitzen in den Blattachseln und an blattlosen Knoten.
Die Laubblätter stehen gegenständig oder nahezu gegenständig. Ihre Blattspreite ist unbehaart, elliptisch oder eiförmig, meist 3,5 bis 23,5 cm (selten auch nur 1,3 cm) lang und meist 1,4 bis 14 cm (selten auch nur 0,6 cm) breit. Nach vorn hin sind sie mit kurzer Spitze spitz zulaufend, die Basis ist eingeengt bist breit keilförmig. Der Blattrand ist ganzrandig oder gelegentlich leicht gewellt. Von der Hauptader gehen vier oder fünf Paar gebogene Seitennerven aus. Der Blattstiel ist 0,4 bis 3 (selten bis 5 cm) lang.

### Blütenstände und Blüten
Die männlichen Blütenstände stehen in den Achseln der jungen Blätter, es sind mehr oder weniger doldenförmige Zymen aus bis zu acht Blüten. Der Blütenstandsstiel hat eine Länge von 0,4 bis 5 cm, die Blütenstiele sind 0,2 bis 1,8 cm lang. Der Kelch der männlichen Blüten ist etwa 1 bis 2 mm lang, die Krone ist weiß oder gelblich-grün gefärbt, die einzelnen Kronblätter sind länglich oder länglich-beinahe spatelförmig geformt, an der Spitze abgerundet und an der Basis leicht verengt. Sie sind stark zurückgebogen und sehr leicht unregelmäßig gezackt. Sie haben eine Länge von 4 bis 5 mm und eine Breite von 2,5 bis 3 mm. Die Staubblätter bestehen aus 1,2 bis 1,5 mm (selten bis 3 mm) langen Staubfäden und 2,5 bis 3 mm (selten nur 1,6 mm) langen Staubbeuteln. Es ist ein rudimentärer Fruchtknoten mit einer Länge von 0,9 bis 1,5 mm vorhanden.
Die weiblichen Blüten besitzen einen Kelch mit einer 8 mm langen Kelchröhre, die an der Basis leicht erweitert, nach oben hin zylindrisch ist und unregelmäßig höckerig ist. Der Blütenstiel ist 1 bis 4 mm (selten bis 8 mm) lang. Die Kelchlappen sind dreieckig und etwa 0,5 mm lang. Die Kronblätter sind cremefarben, langgestreckt und 3,5 bis 4 mm lang und 2,5 mm breit. Die Spitze ist abgerundet, die Basis leicht verengt. Sie sind stark zurückgebogen und sehr leicht unregelmäßig gezackt. Die zu Staminodien zurückgebildeten Staubblätter sind 1 mm lang. Der dicke, weiße Griffel ist 3 bis 4 mm (selten bis 6 mm) lang, an der Spitze kurz zwei- (selten drei-)lappig und mit eiförmig kappenförmigen, 1,8 bis 2,5 mm langen Narben besetzt.

### Früchte und Samen
Die Früchte sind flaschenförmig, 1,5 bis 3 cm (selten bis 3,5 cm) lang und 1 bis 1,6 cm breit. Sie sind unregelmäßig dicht stachelig-warzig oder feinstachelig, können aber auch glatt sein. Auf dem verbreiterten Teil sind zudem kleinere, abgerundete Warzen zu finden. Der obere Teil ist mehr oder weniger glatt, an der Spitze steht der beständige Griffel. Die fünf bis elf (selten auch vier oder zwölf) Samen sind rötlich oder gelblich braun, mehr oder weniger rund und eingedrückt. Sie sind etwa 5 bis 6 mm lang, 5 mm breit und 2,5 bis 3,5 mm hoch.

### Chromosomenzahl
Die Chromosomenzahl beträgt 2n = 24.

## Systematik und Vorkommen
Innerhalb der Art werden drei Varietäten unterschieden:
- Grevea eggelingii var. eggelingii, deren Früchte 1 bis 2 (selten auch bis 3) mm lange Warzen oder Stacheln aufweisen.
- Grevea eggelingii var. echinocarpa Mendes, mit Früchten, die mit 4 bis 6 (selten auch bis 8) mm langen Warzen oder Stacheln besetzt sind.
- Grevea eggelingii var. keniensis (Verdc.) Verdc., mit glatten Früchten.

Das Verbreitungsgebiet der Art liegt in Ostafrika, die drei Varietäten kommen dort sowohl geographisch voneinander getrennt, als auch zusammen vor. Das Typusexemplar von Grevea eggelingii var. keniensis und damit diese in Kenia vorkommende Varietät wurde zunächst fälschlicherweise der Art Grevea madagascariensis zugeordnet.